# Elwira Brodowicz-Turska
Elwira Halina Brodowicz-Turska (ur. 25 listopada 1922 w Wilnie, zm. 30 sierpnia 2016 w Konstancinie-Jeziornie) – polska aktorka i reżyserka teatralna.

## Życiorys
Córka Rudolfa Eplera. Debiutowała w 1945 roku na deskach Teatru Miejskiego w Lublinie, gdzie pracowała do 1946 roku. Następnie jako aktorka była członkinią zespołów teatralnych: Teatrów Miejskich w Częstochowie (1946–1947), Teatru Miejskiego w Białymstoku (1947–1949), Teatrów Dramatycznych w Szczecinie (Teatr Polski, Teatr Współczesny - 1950), Teatru Polskiego w Warszawie (1951–1954), Teatru Ziemi Pomorskiej w Bydgoszczy (1957), Teatru im. Wojciecha Bogusławskiego w Kaliszu (1961) oraz Teatru im. Wandy Siemaszkowej w Rzeszowie (1962–1981). Występowała również na deskach Operetki Warszawskiej (1959). W 1952 roku zadebiutowała jako reżyser teatralny w sztuce Najszczęśliwszy człowiek na świecie Alberta Maltza w Teatrze Ziemi Opolskiej w Opolu. Reżyserowała spektakle wystawiane przez teatry w Opolu, Katowicach, Gnieźnie, Częstochowie, Bydgoszczy, Toruniu, Kaliszu, Warszawie (Teatr Polski i Operetka Warszawska) oraz Rzeszowie. Była członkinią Związku Artystów Scen Polskich - Stowarzyszenia Polskich Artystów Teatru, Filmu, Radia i Telewizji.
Zmarła w Konstancinie-Jeziornie, pochowana na cmentarzu ewangelicko-reformowanym w Warszawie (sektor W-3-2).

## Ordery i odznaczenia
- Krzyż Kawalerski Orderu Odrodzenia Polski
- Złoty Krzyż Zasługi (11 lipca 1955)[1]
- Brązowy Krzyż Zasługi
- Medal 10-lecia Polski Ludowej (19 stycznia 1955)[4]